# أمارلس بغنولدي
أمارلس بغنولدي (الاسم العلمي: Amaryllis bagnoldii) هو نوع نباتي يتبع جنس الأمارلس من فصيلة النرجسية.